# Partiet De Nationale
Partiet De Nationale var et dansk politisk parti på den yderste højrefløj, der eksisterede 1989-1994. Det blev stiftet af Albert Larsen, der var tidligere folketingskandidat for Fremskridtspartiet og samtidig medlem af DNSB. Hans søn Peter Larsen var også medlem af DNSB og fungerede som organisationens illustrator. Han fulgte med faderen over i det nye parti, hvor han blev ungdomsleder. Da Albert Larsen døde i 1994, overtog sønnen ledelsen af Partiet De Nationale, men efter få måneder gav han op og nedlagde partiet. I 1995-96 var Peter Larsen medlem af Den Danske Forening og med i ledelsen af dennes uofficielle ungdomsorganisation Dansk Ungdom, som han var medstifter af. 

## Ideologi
Partiet De Nationale var inspireret af nazismen og ønskede et etnisk rent Danmark styret efter førerprincippet, men det var et såkaldt krypto-nazistisk parti – dvs. et nationalsocialistisk parti, der udadtil ikke anvendte nazistiske symboler.

## Holdning til vold
Albert Larsen mente, at vold kunne være et nødvendigt led i den politiske kamp og fik en betydelig presseomtale, fordi han fremkom med trusler om vold mod politiske modstandere. Han blev som den eneste navngivne person sat i forbindelse med bombeattentatet mod venstrefløjspartiet Internationale Socialisters kontor i København 1992, hvor partimedlemmet Henrik Christensen omkom. 

## Valgresultater
Partiet De Nationale stillede op til kommunalvalgene i 1989 og 1993, men fik begge gange under 100 stemmer.